# Kabinet-Nečas
Het kabinet–Fečas was de regering van de Tsjechische Republiek van 28 juni 2010 tot 25 juni 2013. Het kabinet werd gevormd door de politieke partijen Democratische Burgerpartij (ODS), TOP 09, Věci veřejné (VV) (tot 2012) en Strana konzervativní pravice – Řád národa (LIDEM) (vanaf 2012) na de Tsjechische kamerverkiezingen van 2010, Petr Nečas van de (ODS) werd door president Václav Klaus tot premier benoemd.
| Ambtsbekleder                   | Ambtsbekleder       | Ambtsbekleder                   | Functie(s)                               | Ambtstermijn     | Ambtstermijn     | Partij(en) |
| ------------------------------- | ------------------- | ------------------------------- | ---------------------------------------- | ---------------- | ---------------- | ---------- |
|                                 | Petr Nečas          | Petr Nečas (1964)               | Premier                                  | 28 juni 2010     | 25 juni 2013     | ODS        |
|                                 | Karel Schwarzenberg | Karel Schwarzenberg (1937–2023) | Vicepremier                              | 28 juni 2010     | 25 juni 2013     | TOP 09     |
| Minister van Buitenlandse Zaken | Karel Schwarzenberg | Karel Schwarzenberg (1937–2023) |                                          | 28 juni 2010     | 25 juni 2013     | TOP 09     |
|                                 | Radek John          | Radek John (1954)               | Minister van Binnenlandse Zaken          | 28 juni 2010     | 21 april 2011    | VV         |
|                                 | Jan Kubice          | Jan Kubice (1953)               | Minister van Binnenlandse Zaken          | 21 april 2011    | 25 juni 2013     | O          |
|                                 | Miroslav Kalousek   | Miroslav Kalousek (1960)        | Minister van Financiën                   | 28 juni 2010     | 25 juni 2013     | TOP 09     |
|                                 | Jiří Pospíšil       | Jiří Pospíšil (1975)            | Minister van Justitie                    | 28 juni 2010     | 27 juni 2012     | ODS        |
|                                 | Pavel Blažek        | Pavel Blažek (1969)             | Minister van Justitie                    | 27 juni 2012     | 25 juni 2013     | ODS        |
|                                 | Martin Kocourek     | Martin Kocourek (1966)          | Minister van Industrie en Handel         | 28 juni 2010     | 14 november 2011 | ODS        |
|                                 | Martin Kuba         | Martin Kuba (1973)              | Minister van Industrie en Handel         | 14 november 2011 | 25 juni 2013     | ODS        |
|                                 | Martin Kocourek     | Martin Kocourek (1966)          | Minister van Defensie                    | 28 juni 2010     | 8 december 2012  | ODS        |
|                                 | Karolína Peake      | Karolína Peake (1975)           | Minister van Defensie                    | 8 december 2012  | 20 december 2012 | LIDEM      |
|                                 | Petr Nečas          | Petr Nečas (1964)               | Minister van Defensie                    | 20 december 2012 | 18 maart 2013    | ODS        |
|                                 | Vlastimil Picek     | Generaal Vlastimil Picek (1956) | Minister van Defensie                    | 18 maart 2013    | 17 januari 2014  | O          |
|                                 | Leoš Heger          | Leoš Heger (1948)               | Minister van Volksgezondheid             | 28 juni 2010     | 25 juni 2013     | TOP 09     |
|                                 | Jaromír Drábek      | Jaromír Drábek (1965)           | Minister van Arbeid en Sociale Zaken     | 28 juni 2010     | 31 oktober 2012  | TOP 09     |
| Vacant                          |                     |                                 | Minister van Arbeid en Sociale Zaken     |                  |                  |            |
|                                 | Ludmila Müllerová   | Ludmila Müllerová (1954)        | Minister van Arbeid en Sociale Zaken     | 16 november 2012 | 25 juni 2013     | TOP 09     |
|                                 | Josef Dobeš         | Josef Dobeš (1964)              | Minister van Onderwijs, Jeugd en Sport   | 28 juni 2010     | 31 maart 2012    | VV         |
| Vacant                          |                     |                                 | Minister van Onderwijs, Jeugd en Sport   |                  |                  |            |
|                                 | Petr Fiala          | Petr Fiala (1964)               | Minister van Onderwijs, Jeugd en Sport   | 2 mei 2002       | 25 juni 2013     | O          |
|                                 | Vít Bárta           | Vít Bárta (1973)                | Minister van Verkeer                     | 28 juni 2010     | 21 maart 2011    | VV         |
|                                 |                     | Radek Šmerda (1977)             | Minister van Verkeer                     | 21 maart 2011    | 1 juli 2011      | O          |
|                                 | Pavel Dobeš         | Pavel Dobeš (1982)              | Minister van Verkeer                     | 1 juli 2011      | 12 december 2012 | LIDEM      |
|                                 | Zbyněk Stanjura     | Zbyněk Stanjura (1964)          | Minister van Verkeer                     | 12 december 2012 | 25 juni 2013     | ODS        |
|                                 |                     | Ivan Fuksa (1963)               | Minister van Landbouw                    | 28 juni 2010     | 4 oktober 2011   | ODS        |
|                                 | Petr Bendl          | Petr Bendl (1966)               | Minister van Landbouw                    | 4 oktober 2011   | 25 juni 2013     | ODS        |
|                                 | Pavel Drobil        | Pavel Drobil (1971)             | Minister van Milieu                      | 28 juni 2010     | 21 december 2010 | ODS        |
| Vacant                          |                     |                                 | Minister van Milieu                      |                  |                  |            |
|                                 | Tomáš Chalupa       | Tomáš Chalupa (1974)            | Minister van Milieu                      | 17 january 2011  | 25 juni 2013     | ODS        |
|                                 | Jiří Besser         | Jiří Besser (1957)              | Minister van Cultuur                     | 28 juni 2010     | 16 december 2010 | STAN       |
| Vacant                          |                     |                                 | Minister van Cultuur                     |                  |                  |            |
|                                 | Alena Hanáková      | Alena Hanáková (1958)           | Minister van Cultuur                     | 20 december 2010 | 25 juni 2013     | STAN       |
| Minister zonder portefeuille    |                     |                                 |                                          |                  |                  |            |
| Ambtsbekleder                   | Ambtsbekleder       | Ambtsbekleder                   | Functie(s)                               | Ambtstermijn     | Ambtstermijn     | Partij(en) |
|                                 | Petr Mlsna          | Petr Mlsna (1978)               | Minister voor Parlementaire Betrekkingen | 12 december 2012 | 25 juni 2013     | O          |